# Glen Moss
Glen Moss (Hastings, 19 de enero de 1983) es un exfutbolista neozelandés, poseedor de la nacionalidad australiana, que jugaba de arquero.
Compitió con Mark Paston el puesto en el arco de la selección neozelandesa hasta el retiro de Paston en 2013, esto también se dio en los New Zealand Knights entre 2006 y 2007 y en el Wellington Phoenix entre 2007 y 2009 y 2012 y 2013.

## Carrera
Comenzó su carrera en el Gold Coast City, participante de la difunta National Soccer League en 2001. En 2002 pasó al Sydney Olympic, donde jugó hasta 2004, año en el que firmó con el Bonnyrigg White Eagles. A partir de la creación de la A-League, fue contratado en 2005 por el representante neozelandés en ese entonces en la liga australiana, los New Zealand Knights, aunque en 2006 sería adquirido por el Dinamo de Bucarest, en donde a pesar de jugar muy esporádicamente, se consagró campeón de la Liga I 2006-07. Al finalizar la temporada regresó a Australia para formar parte del plantel del Wellington Phoenix, aunque dejaría el club en 2009 en busca de mayor regularidad, que encontraría en el Melbourne Victory. Pasó al Gold Coast United en 2010 y con el desmembramiento de la franquicia ocurrido en 2012, volvió al Phoenix. Luego de cinco años consecutivos en el club, firmó en 2017 con el Newcastle United Jets.
En enero de 2020 anunció su retirada al término de la temporada. Sin embargo, al suspenderse la competición debido a la pandemia de enfermedad por coronavirus, se retiró en junio antes de su reanudación.

### Clubes
| Club                        | País          | Año       |
| --------------------------- | ------------- | --------- |
| Gold Coast City             | Australia     | 2001-2002 |
| Sydney Olympic F. C.        | Australia     | 2002-2004 |
| Bonnyrigg White Eagles      | Australia     | 2004-2005 |
| New Zealand Knights F. C.   | Nueva Zelanda | 2005-2006 |
| F. C. Dinamo București      | Rumania       | 2006-2007 |
| Wellington Phoenix F. C.    | Nueva Zelanda | 2007-2009 |
| Melbourne Victory F. C.     | Australia     | 2009-2010 |
| Gold Coast United F. C.     | Australia     | 2010-2012 |
| Wellington Phoenix F. C.    | Nueva Zelanda | 2012-2017 |
| Newcastle United Jets F. C. | Australia     | 2017-2020 |

### Selección nacional
Disputó su primer partido en representación de Nueva Zelanda en 2006 en un amistoso que los neozelandeses ganarían por 1-0 sobre Malasia. Desde entonces ganó la Copa de las Naciones de la OFC 2008 y fue arquero titular en la Copa FIFA Confederaciones 2009, aunque una suspensión por agredir verbalmente al árbitro en un partido ante Fiyi lo privó de jugar el repechaje ante Baréin y los dos primeros partidos de la Copa Mundial de 2010, siendo remplazado por Mark Paston. Fue parte del plantel que finalizó tercero en la Copa de las Naciones de la OFC 2012, disputada en las Islas Salomón, aunque no logró jugar ningún partido; situación que se repetiría con la Copa FIFA Confederaciones 2017.

#### Partidos e invictos internacionales
| Partidos e invictos internacionales | Partidos e invictos internacionales | Partidos e invictos internacionales    | Partidos e invictos internacionales | Partidos e invictos internacionales | Partidos e invictos internacionales        | Partidos e invictos internacionales |
| #                                   | Fecha                               | Estadio                                | Rival                               | Resultado                           | Competición                                | Invicto                             |
| ----------------------------------- | ----------------------------------- | -------------------------------------- | ----------------------------------- | ----------------------------------- | ------------------------------------------ | ----------------------------------- |
| 2006                                |                                     |                                        |                                     |                                     |                                            |                                     |
| 1                                   | 19 de febrero                       | Queen Elizabeth II Park, Christchurch  | Malasia                             | 1 – 0                               | Amistoso                                   | 1 (1)                               |
| 2                                   | 23 de febrero                       | Estadio North Harbour, Auckland        | Malasia                             | 2 – 1                               | Amistoso                                   |                                     |
| 3                                   | 25 de abril                         | Estadio El Teniente, Rancagua          | Chile                               | 1 – 4                               | Amistoso                                   |                                     |
| 4                                   | 27 de abril                         | Estadio Nacional de Chile, Santiago    | Chile                               | 0 – 1                               | Amistoso                                   |                                     |
| 5                                   | 24 de mayo                          | Estadio Ferenc Szusza, Budapest        | Hungría                             | 0 – 2                               | Amistoso                                   |                                     |
| 6                                   | 27 de mayo                          | Stadion Altenkirchen, Altenkirchen     | Georgia                             | 3 – 1                               | Amistoso                                   |                                     |
| 7                                   | 4 de junio                          | Stade de Genève, Ginebra               | Brasil                              | 0 – 4                               | Amistoso                                   |                                     |
| 2008                                |                                     |                                        |                                     |                                     |                                            |                                     |
| 8                                   | 6 de septiembre                     | Estadio Numa-Daly Magenta, Numea       | Nueva Caledonia                     | 3 – 1                               | Copa de las Naciones de la OFC 2008        |                                     |
| 9                                   | 19 de noviembre                     | Churchill Park, Lautoka                | Fiyi                                | 0 – 2                               | Copa de las Naciones de la OFC 2008        |                                     |
| 2009                                |                                     |                                        |                                     |                                     |                                            |                                     |
| 10                                  | 6 de junio                          | Estadio Nacional, Gaborone             | Botsuana                            | 0 – 0                               | Amistoso                                   | 1 (2)                               |
| 11                                  | 10 de junio                         | Atteridgeville Super Stadium, Pretoria | Italia                              | 3 – 4                               | Amistoso                                   |                                     |
| 12                                  | 14 de junio                         | Royal Bafokeng Stadium, Rustenburg     | España                              | 0 – 5                               | Copa FIFA Confederaciones 2009             |                                     |
| 13                                  | 17 de junio                         | Royal Bafokeng Stadium, Rustenburg     | Sudáfrica                           | 0 – 2                               | Copa FIFA Confederaciones 2009             |                                     |
| 14                                  | 20 de junio                         | Ellis Park Stadium, Johannesburgo      | Irak                                | 0 – 0                               | Copa FIFA Confederaciones 2009             | 1 (3)                               |
| 2010                                |                                     |                                        |                                     |                                     |                                            |                                     |
| 15                                  | 3 de marzo                          | Estadio Rose Bowl, Pasadena            | México                              | 0 – 2                               | Amistoso                                   |                                     |
| 16                                  | 12 de octubre                       | Westpac Stadium, Wellington            | Paraguay                            | 0 – 2                               | Amistoso                                   |                                     |
| 2011                                |                                     |                                        |                                     |                                     |                                            |                                     |
| 17                                  | 25 de marzo                         | Estadio Wuhan Sports Center, Wuhan     | China                               | 1 – 1                               | Amistoso                                   |                                     |
| 18                                  | 1 de junio                          | Invesco Field at Mile High, Denver     | México                              | 0 – 3                               | Amistoso                                   |                                     |
| 19                                  | 5 de junio                          | Adelaide Oval, Adelaida                | Australia                           | 0 – 3                               | Amistoso                                   |                                     |
| 2012                                |                                     |                                        |                                     |                                     |                                            |                                     |
| 20                                  | 12 de octubre                       | Estadio Pater Te Hono Nui, Papeete     | Tahití                              | 2 – 0                               | Clasificación para la Copa Mundial de 2014 | 1 (4)                               |
| 21                                  | 16 de octubre                       | AMI Stadium, Christchurch              | Tahití                              | 3 – 0                               | Clasificación para la Copa Mundial de 2014 | 1 (5)                               |
| 2013                                |                                     |                                        |                                     |                                     |                                            |                                     |
| 22                                  | 5 de septiembre                     | Estadio Rey Fahd, Riad                 | Arabia Saudita                      | 1 – 0                               | OSN Cup 2013                               | 1 (6)                               |
| 23                                  | 9 de septiembre                     | Estadio Rey Fahd, Riad                 | Emiratos Árabes Unidos              | 0 – 2                               | OSN Cup 2013                               |                                     |
| 24                                  | 15 de octubre                       | Hasely Crawford, Puerto España         | Trinidad y Tobago                   | 0 – 0                               | Amistoso                                   | 1 (7)                               |
| 25                                  | 13 de noviembre                     | Estadio Azteca, México, D. F.          | México                              | 1 – 5                               | Clasificación para la Copa Mundial de 2014 |                                     |
| 26                                  | 20 de noviembre                     | Westpac Stadium, Wellington            | México                              | 2 – 4                               | Clasificación para la Copa Mundial de 2014 |                                     |
| 2014                                |                                     |                                        |                                     |                                     |                                            |                                     |
| 27                                  | 5 de marzo                          | Estadio Olímpico, Tokio                | Japón                               | 2 – 4                               | Amistoso                                   |                                     |
| 28                                  | 30 de mayo                          | Mount Smart Stadium, Auckland          | Sudáfrica                           | 0 – 0                               | Amistoso                                   | 1 (8)                               |
| 29                                  | 8 de septiembre                     | Estadio Pakhtakor, Taskent             | Uzbekistán                          | 1 – 3                               | Amistoso                                   |                                     |

## Palmarés

### Títulos nacionales
| Título | Club               | País    | Año     |
| ------ | ------------------ | ------- | ------- |
| Liga I | Dinamo de Bucarest | Rumania | 2006-07 |

### Títulos internacionales
| Título          | Club               | País          | Año  |
| --------------- | ------------------ | ------------- | ---- |
| OFC Nations Cup | Selección nacional | Nueva Zelanda | 2008 |